# Mrs. McGinty ist tot
Mrs. McGinty ist tot (Originaltitel: Mrs McGinty’s Dead) ist eine Langfolge aus der elften Staffel der britischen Fernsehserie Agatha Christie’s Poirot aus dem Jahr 2008 von Ashley Pearce. Es handelt sich um die Verfilmung des Romans Vier Frauen und ein Mord von Agatha Christie aus dem Jahr 1952.
Im Gegensatz zu der Verfilmung mit Margaret Rutherford aus dem Jahr 1964 wurde diese Folge nicht auf Miss Marple umgeschrieben, stattdessen ist Hercule Poirot gemäß der Romanvorlage der Detektiv geblieben, der – ebenfalls wie im Roman – die Unterstützung einer weiteren Christie-Figur erhält, der Krimi-Schriftstellerin Ariadne Oliver.

## Handlung
Die Witwe Mrs. McGinty wird durch einen Schlag auf den Kopf ermordet. Der Verdacht fällt sofort auf ihren Untermieter James Bentley, auf dessen Kleidung Reste ihres Blutes und auch ein paar ihrer Haare gefunden werden. Doch Inspector Spence hat Zweifel und beauftragt Poirot, den bereits Verurteilten vor dem Galgen zu retten. Dazu bleiben jedoch lediglich zwei Wochen Zeit. Poirot entdeckt, dass Mrs. McGinty vor ihrem Tod einen Brief verfasst hat, in dem sie beschreibt, dass sie einige Fotos in einer Zeitung wiedererkannt habe. Poirot wittert ein Motiv. Er und Spence können den Adressatenkreis von anfänglich vier auf zwei Personen eingrenzen. Zum einen ist da Lily Gamboll, die ebenfalls einen Mord begangen hat, zum anderen Eva Kane, die anscheinend ihren Liebhaber dazu gebracht hat, dessen Ehefrau zu ermorden. Poirot erweckt in der Gemeinde, in der die ermordete Mrs. McGinty lebte, den Eindruck, er habe bereits einiges herausgefunden. So kommt es zu einem Mordanschlag auf ihn (er wird vor einen fahrenden Zug gestoßen). Poirot ist darüber fast glücklich, denn nun weiß er, dass er sich auf der richtigen Spur befindet. Zuvor hatte er die Verdächtigen bereits mit zwei alten Fotos konfrontiert. Eine der Anwesenden, Mrs. Upward, erkennt eine der Personen auf den Fotos wieder. Die Verdachtsmomente beginnen sich weiter zu verdichten. Doch am darauffolgenden Tag wird auch Mrs. Upward ermordet aufgefunden. Nun muss Poirot zum äußersten greifen. Er konfrontiert den Täter vor der versammelten Gemeinde mit dessen Vergangenheit.

## Belege
1. ↑   Freigabebescheinigung für Mrs. McGinty ist tot. Freiwillige Selbstkontrolle der Filmwirtschaft, Juni 2013 (PDF; Prüfnummer: 139 280 V).